# Fascinating Youth
Fascinating Youth is een Amerikaanse filmkomedie uit 1926 onder regie van Sam Wood. Destijds werd de film in Nederland uitgebracht onder de titel Een jeugdroes.

## Verhaal
Teddy Ward wil trouwen met Jeannie King. Zijn vader wil dat hij trouwt met iemand anders, maar hij zegt hem dat hij mag kiezen, als hij een herberg winstgevend maakt. Met de hulp van een paar vrienden organiseert hij een wedstrijd voor ijsboten. Zijn vader wil echter de hoofdprijs van 10.000 dollar niet betalen.

## Rolverdeling
| Acteur           | Personage       |
| ---------------- | --------------- |
| Charles Rogers   | Teddy Ward      |
| Ivy Harris       | Jeanne King     |
| Jack Luden       | Ross Page       |
| Roland Drew      | Randy Furness   |
| Claude Buchanan  | Bobby Stearns   |
| Mona Palma       | Dotty Sinclair  |
| Thelma Todd      | Lorraine Lane   |
| Josephine Dunn   | Loris Lane      |
| Thelda Kenvin    | Betty Kent      |
| Jean Fenwick     | Mae Oliver      |
| Dorothy Nourse   | Mary Arnold     |
| Irving Hartley   | Johnnie         |
| Gregory Blackton | Frederick Maine |
| Robert Andrews   | Duke Slade      |
| Charles Brokaw   | Gregory         |